# Ingerd af Regenstein
Grevinde Ingerd af Regenstein  født cirka 1200 på Møn død 8 juli 1257, var en betydelig dansk jordejer og kirkelig velgører af uradelsslægten Hvide. 
Ingerd var datter af tidens største jordejer, Jacob Sunesen af Møn og niece til Anders og Peder Sunesen. Og hun var søster til Peder Jacobsen, som afløste Peder Sunesen som biskop i Roskilde 1214. Ingerd var gift to gange, først gang med kong Valdemar Sejrs marsk, Anders Tokeson Hvide, og gifter sig efter hans død med grev Konrad 3. af Regenstein i Harzen. Da hendes sidste mand døde cirka 1253, rejste hun tilbage til Danmark, og slog log sig ned på sine store godsbesiddelser ved Tryggevældegården syd for Køge. Hun kaldes derfor også Ingerd af Hårlev.
Både hendes far Jacob Sunesen og ægtemanden Anders Tokeson Hvide deltog i 1224 i forhandlinger om frigivelse af kong Valdemar den Unge fra schwerinsk fangenskab, hvor grev Konrad af Regenstein, som hun senere blev gift med, deltog på schwerinsk side.
Ingerd blev grebet af datidens nye tiggerordners formidling af det kristne budskab på, især franciskanernes, og var en betydende donor til både gråbrødre, sortebrødre og clarisser. Hun gav 1238 tiggermunkene byggegrunde i København, Næstved og Kalundborg. Hun skænke även en grund med gård til gråbrødrenes kloster i Roskilde. Hun donerede også i 1256 midler til etablering af Sankt Clara Kloster i Roskilde og 1257 modtog hun af Pave Alexander 4. en pavelig tilladelse til at indtræde i ordenen uden at aflægge fattighedsløfte. 
For at sikre driften skænkede hun selv en del landsbyer til klostret Roskilde heriblandt Hårlev, Endeslev, Lille Linde, Lille Tårnby, Aggerup, Lystrup og Ammerup og lod opføre kirker i de største af landsbyerne. Hun havde 100 gårde at forære væk, og da hun muligvis var barnløs, var det klostrene, hun ville betænke. Hun forærede alt i alt så meget væk i sit testamente 1256, at hendes slægtninge af Hvideslægten krævede noget af det tilbage. Efter hendes død lykkedes det dem gennem retssager at få delvis held med deres krav. 
Blandt Ingerds gaver til Clara Kloster var godset omkring Tryggevælde, men hendes slægtninge lagde sag an, så godset i stedet tilfaldt brodersønnen Johannes Jensen og søsteren Cecilie. 
Ingerd døde 1257, før Sankt Clara Klosteret var færdigt, og blev begravet i Gråbrødre Kirke i Roskilde og hendes grav ligger på et ukendt sted på Gråbrødre Kirkegård.